# Angelo Acciaioli (Kardinal)

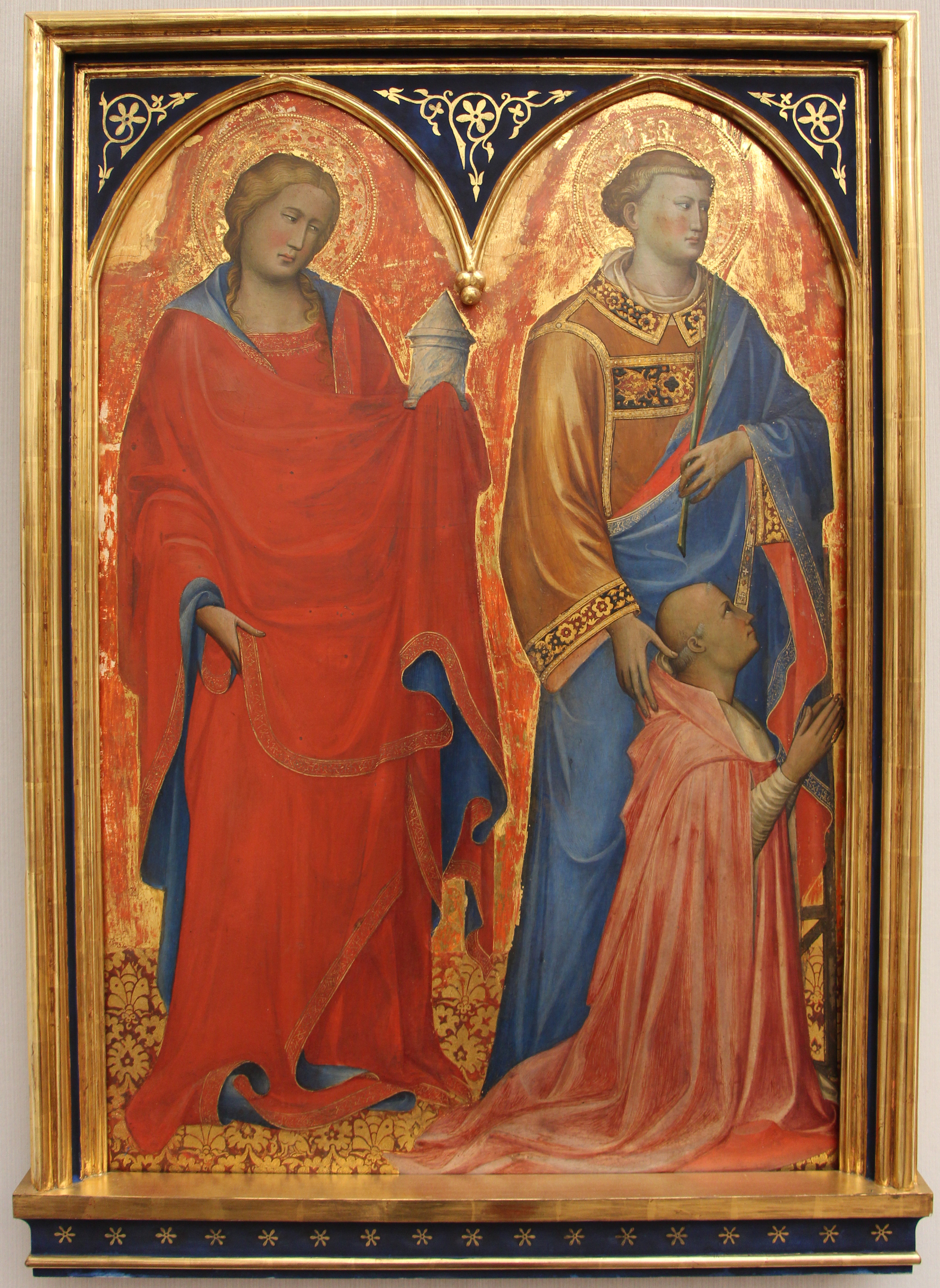
Kardinal Angelo Acciaioli (kniend; Gemälde von Gherardo Starnina, 1404–07)

Kardinalswappen Acciaiolis (moderne Nachzeichnung)

Angelo Acciaioli (* 15. April 1340 in Florenz; † 31. Mai 1408 in Pisa) war Bischof und Kardinal der Römischen Kirche.

## Leben und Wirken
Angelo Acciaioli entstammte einer alten Florentiner Adelsfamilie, die teilweise auch unter den Schreibweisen Acciajuoli und Acciaiouli auftaucht.
Er trat in den Klerikerstand, erhielt die niederen Weihen und wurde Domherr zu Patras im Fürstentum Achaia, wo sich damals ein lateinischer Erzbischofssitz befand.
Am 3. Dezember 1375 wählte man ihn zum Bischof von Rapolla (bis 1386), mit Datum vom 3. Juni 1383 wurde er auch Bischof von Florenz.
Papst Urban VI. erhob Angelo Acciaioli im Konsistorium vom 17. Dezember 1384 zum Kardinalpriester mit der Titelkirche San Lorenzo in Damaso. In dieser Eigenschaft nahm er am Konklave von 1389 teil, bei dem Papst Bonifatius IX. gewählt wurde; er selbst war im Wahlgang einer der aussichtsreichsten Papstkandidaten gewesen. Der neue Papst entsandte ihn als Legat ins Königreich Neapel, um  Ladislaus von Anjou als Tutor bei seinen Thronansprüchen zu unterstützen. Am 29. Mai 1390 krönte er ihn in Gaeta zum König von Neapel.
Im gleichen Jahr erwarb Acciaioli das Amt eines Domdekans von Salisbury, 1391 auch ein Kanonikat und eine Präbende am Martinsstift in Worms. Hier war er ab 1400 zudem Propst des Paulusstiftes und er bekleidete zusätzlich ein Kanonikat am Stift St. Florin zu Koblenz. Zwischen 1400 und 1408 amtierte er als Archidiakon der Kathedralkapitel von Exeter und Canterbury. Solche Kirchenämter hatte der Bischof meist nur zeitlich begrenzt inne, an den meisten Plätzen dürfte er selbst nie gewesen sein; die Stellen brachten einen gewissen finanziellen Gewinn, aber es bedurfte dazu auch einer mühevollen Bewerbung und bei Abwesenheit der Bestellung eines Vikars zur Vertretung. Für die Stifte bedeutete es im Gegenzug eine Reputation, wenn sich angesehene, ausländische Prälaten für sie interessierten und sie diese in ihren Klerikerlisten aufweisen konnten.
Vom  29. August 1397 bis zu seinem Tode 1408 amtierte Angelo Acciaioli als Kardinalbischof des suburbikarischen Bistums Ostia.
Am 8. Juni 1403 reiste er erneut als päpstlicher Legat nach Ungarn, wo der Erzbischof von Esztergom, am 5. August in Zadar, in seiner Anwesenheit, Ladislaus von Anjou zum König von Ungarn krönte.
Im Konklave von 1404 nahm Kardinal Acciaioli an der Wahl Papst Innozenz VII. teil. Dieser ernannte ihn zum Erzpriester der Peterskirche und 1405 zum Dekan des Kardinalskollegiums. Am 29. August des Jahres avancierte er zum Vizekanzler der Heiligen Römischen Kirche. 1406 leitete der Prälat das schwierige Konklave, welches Gregor XII. zum Papst wählte. Der Pontifex übertrug ihm in der Folgezeit die Reform des römischen Benediktinerkonvents Sankt Paul vor den Mauern.
Angelo Acciaioli starb am 31. Mai 1408 in Pisa und wurde in der dortigen Kathedrale Santa Maria Assunta beigesetzt. 1409 wurde sein Leichnam nach Florenz in die dortige Kartause San Lorenzo umgebettet, die sein Onkel Niccolò Acciaiuoli (1310–1365) begründet hatte. Der Bruder des Kardinals war Nerio I. Acciaiuoli, Herzog von Athen († 1394).